# 菲律賓大理院
大理院是菲律宾的最高法院。第二次菲律賓委員會在1901年6月11日通過《第136號法令》設立大理院，以取代其前身馬尼拉皇家審問院（民間也同樣俗稱之為“大理院”）。
大理院院址位於菲律賓馬尼拉大學原校園範圍內。院址位處马尼拉艾米塔區法乌拉神父街与塔夫脱大道的拐角处，而大樓本身則坐落於菲律賓總醫院癌症研究所的正对面。

## 外部連結
- 菲律宾：Gov.Ph：菲律宾概况– 司法机构
- 菲律宾最高法院– 官方网站